# 比曼怪物
比曼怪物（英语：Beaman Monster）是一个美国密苏里州民间传说中的神秘生物，它得名于密苏里州的比曼镇。目击者对比曼怪物的描述各不相同，一些人将其描述为12英尺（约3.7米）高的大猩猩，而另一些人则认为更像狼或土狼。比曼怪物的历史可以追溯至20世纪，根据当地流传的说法，比曼怪物是一头大猩猩，原本属于一家马戏团，在1904年的一次火车事故中逃脱。